# Wittmackanthus stanleyanus
Wittmackanthus stanleyanus là một loài thực vật có hoa trong họ Thiến thảo. Loài này được (M.R.Schomb.) Kuntze miêu tả khoa học đầu tiên năm 1891.